# Прицак, Омельян Иосифович
Омелья́н Ио́сифович Прица́к (укр. Омелян Йосипович Пріцак; 7 апреля 1919, село Лука, Западно-Украинская Народная Республика, ныне в Самборском районе Львовской области, Украина — 29 мая 2006, Бостон, шт. Массачусетс, США) — украинско-американский историк-востоковед, профессор-эмерит Гарвардского университета, основатель и первый директор (1973—1989) Гарвардского института украинистики (англ. Harvard Ukrainian Research Institute), заграничный член Национальной Академии Наук Украины, основатель, первый директор (1991—1998) и почётный директор Института востоковедения им. А. Крымского НАН Украины.

## Биография

### Ранние годы, образование
Омельян Прицак родился 7 апреля 1919 года в селе Лука Западно-украинской народной республики (ныне Старосамборский район Львовской области) в семье механика-железнодорожника Иосифа Прицака и Эмилии Капко. Отец, солдат Украинской Галицкой армии, умер от тифа в польском плену в местности Бугшопы возле Бреста в сентябре 1919 года. Мать вышла замуж второй раз за купца Павла Сарамагу и в 1920 году переехала с годовалым Омельяном в Тернополь, где прошли его раннее детство и школьные годы.
В Тернополе он учился сначала в начальной, а затем в Первой гимназии имени Винцента Поля. В детстве Прицак воспитывался в польском духе, и только в 13-летнем возрасте, узнав происхождение родного отца вследствие издевательств со стороны польского учителя математики и физики, юный Омельян осознал себя украинцем. Он самостоятельно начал овладевать литературным языком благодаря словарям Ивана Огиенко, заинтересовался воспоминаниями участников Украинской революции и историческими трудами Михаила Грушевского.
В 1936 году поступил на гуманитарный факультет Львовского университета Яна-Казимира, где изучал мировую историю и востоковедение под руководством польских профессоров, а также изучал арабский, персидский, турецкий, монгольский языки и литературы. Образование по украиноведческим дисциплинам Прицак получил в Научном обществе имени Тараса Шевченко под руководством Ивана Крипьякевича, Ярослава Пастернака, Василия Симовича, Теофила Кострубы. В течение 1936—1939 годов он исполнял обязанности секретаря Комиссии новой истории Украины Научного общества имени Тараса Шевченко. Ещё до завершения университета, в феврале 1940 года Прицак становится младшим научным сотрудником и секретарём Львовского филиала Института истории Украины. В июне 1940 года он отправился в Киев, где продолжил обучение в аспирантуре Института языкознания АН УССР по специальности «исламская филология», став учеником академика Агатангела Крымского.
Обучение в статусе аспиранта у Агатангела Крымского длилось недолго, поскольку Прицака мобилизовали в Красную армию. Военную службу он проходил в Башкирии. Накануне войны артиллерийский полк, в котором служил Прицак, передислоцировали в Белую Церковь, и в первый месяц войны он попал в плен. Оттуда в 1941 году он смог попасть во Львов. В 1942 году он устроился в Украинский кабинет, организованный Иваном Крипьякевичем (бывшая Историческая секция Научного общества имени Тараса Шевченко, запрещённого оккупационными властями) и параллельно готовил документы для обучения в Берлинском университете. В 1943 году Прицак выезжает в Германию.

### В Германии
В военные и послевоенные годы продолжил обучение в Берлинском (1943—1945) и Геттингенском (1946—1948) университетах, где его учителями были Рихард Гартманн и Ганс Шедер. Кроме истории Восточной Европы, он изучал там арабистику и иранистику. С 1945 исполнял обязанности председателя студенческой организации «Мазепинец» и вместе с будущими известными украинскими учёными издавал Бюллетень Централи Национальной организации украинских студентов в Германии. В этот период также возобновляет своё общение с гетманом Павлом Скоропадским, который в межвоенный период вместе с семьёй проживал в пригороде Берлина. В конце войны жил на юге Баварии, откуда нелегально перешёл в Швейцарию. В течение 1946—1948 годов Прицак продолжал изучение тюркологии, иранистики, славистики и истории в Гёттингенском университете в Германии. В 1949—1950 годах преподавал украинский и польский языки. В 1948 защитил диссертацию на тему «Karachanidische Studien I—IV. Studien zur «Geschichte der Verfassung der Türk-Völker Zentralasiens» — о первой тюркской исламской династии в домонгольский период. В 1951 году получил степень доцента истории Евразии и алтайской филологии на основании труда «Stammesnamen und Titulaturen der altaischen Völker» («Родовые названия и титулатуры алтайских народов»). В 1952 году начал преподавать, в 1957 получил звание профессора истории Евразии и алтайской филологии Гамбургского университета. В том же году Прицак женился на Нине Молденгауэр, работавшей преподавательницей русского языка в университете города Киль.
В 1952 году Прицак стал одним из основателей и заместителем президента международной научной организации «Урало-алтайское общество», которая объединила учёных со всего мира в области языкознания уральских (угро-финские, самодийские языки) и алтайских народов (тюркские, тунгусские, монгольский, корейский языки). Были основаны журналы «Ural-Altaische Jahrbücher» («Урало-алтайский ежегодник») и монографическая серия «Ural-Altaische Bibliothek» («Урало-алтайская библиотека»).

### В США
В 1960—1964 годах преподавал в университете Вашингтона, Гарвардском университете как приглашённый профессор тюркологии. В 1964 году Прицак получил приглашение Гарвардского университета занять должность профессора тюркологии и истории центральной Азии. С 1964 года Прицак постоянно жил и работал в США и до 1990 года преподавал в Гарвардском университете. 
В 1964 году поддержал инициативу студентов создать украиноведческий центр в Гарвардском университете, возглавил кампании по сбору средств среди членов украинской общины Америки для реализации этой идеи. С 1975 года заведовал кафедрой украинской истории имени Михаила Грушевского Гарвардского университета. В 1973—1989 годах работал директором Украинского научного института Гарвардского университета.
В этом институте он создал собственную научную школу украинистов, которые впервые начали трактовать историю Украины в широком всемирно-историческом контексте.
В 1960-х годах Прицак был включён Нобелевским комитетом по литературе в список лиц, имевших право номинировать претендентов на Нобелевскую премию по литературе. Он получал просьбу предоставить кандидатуры для присуждения премии на рассмотрение комитета шесть раз. В ответ на первое обращение к нему Нобелевского комитета по литературе Прицак направил представление на присвоение Нобелевской премии в 1967 году поэтам Павлу Тычине, Ивану Драчу и Лине Костенко. В следующем, 1968 году, он рекомендует на Нобелевскую премию одного Ивана Драча, в 1970 и 1971 годах — Николая Бажана. 
В 1970 году Прицак был избран членом Американской академии искусств и наук. В 1985 году ему было присвоено звание почётного доктора литературы Альбертского университета в Канаде.
Прицаку принадлежит не только создание общей концепции Гарвардского украинского научного института (УНИГУ), но и разработка программы издательского дела центра и планов отдельных издательских проектов, а именно научных журналов «Minutes of the Seminar in Ukrainian Studies», «Recenzija. A Review of Soviet Ukrainian Scholarly Publications», «Harvard Ukrainian Studies» и многотомных книжных серий «Series in Ukrainian Harvard Studies».
Благодаря его инициативе начато издание «Гарвардской библиотеки древней украинской письменности», включающее публикацию произведений, созданных на территории Руси в XI—XVIII веках. Прицак был одним из инициаторов переиздания многотомной «Истории Украины-Руси» Михаила Грушевского. Его анализ историософии выдающегося украинского историка помещён в первый том издания.

### Возвращение на Украину
После того, как Украина стала независимой, Прицак получил приглашение президента НАН Украины Бориса Патона и переехал из США на Украину для развития гуманитарной науки в новых политических условиях. Здесь он продолжил дело своего учителя Агатангела Крымского, приступив к возрождению востоковедения на Украине. Учёный разработал концепцию будущего Института востоковедения имени А. Крымского НАН Украины, сформировал научный коллектив, библиотеку, организовал первую международную востоковедческую конференцию. В должности директора Института Востоведения восстановил издание журнала «Східний Світ» (1993), основал издание журнала «Сходознавство» (1998), серию «Научное наследие востоковедов». Директором учреждённого института был до 1996 года. 
Прицак участвовал в создании Института украинской археографии и источниковедения имени Михаила Грушевского НАН Украины, где входил также в состав учёного совета по защите кандидатских и докторских диссертаций. В Киевском университете учёный основал первую на постсоветском пространстве кафедру историософии, читал курс всемирной историософии, проводил научный семинар, руководил научной работой аспирантов. 
Болезнь первой жены заставила учёного вернуться в США в 1996 году. После этого из-за болезни на Украину смог приехать ненадолго в 1997 и 1998 годах. Умер 29 мая 2006 в Бостоне. Прах учёного захоронен в стене колумбария Лукьяновского кладбища в Киеве.

## Научная деятельность
Омельян Прицак внёс вклад в развитие филологии, истории, тюркологии, историософии, историографии, источниковедения. Среди основных направлений его исследований были: сравнительная и историческая алтаистическая лингвистика и тюркология; язык и история гуннов и протобулгар; история Центральной Азии, в том числе кочевых империй; история Османской империи и Крымского ханства; алтайские народы и славянский мир через призму лингвистики и истории.
Прицак был автором статей для энциклопедического издания «Philologia Turcicae Fundamenta» (Висбаден, Германия, 1959) о таких языках, как старотюркский, караимский, карачаево-балкарский, кипчакский, а также языки шорцев, чулымских и абаканских тюрок. 
Такие темы как «Проблема суверенитета — не суверенитета в древней Руси», «История Польши», «Крымское ханство», он начинал исследовать ещё в ранних работах студенческой юности во Львове и Берлине. Значительно позже начал исследовать темы «Что такое история Украины», проблемы украинского казачества, история Турции, история России. К аналитическим исследованиям дискуссионных моментов «Повести временных лет» как древнейшего источника украинской истории и проблем истории восточноевропейского еврейства и еврейско-украинских отношений учёный обратился позже, когда переехал в США в 1960-х годах. Значительное внимание уделил темам происхождения Руси и «Слова о полку Игореве» как исторического источника.
Известной стала концепция Прицака о происхождении Руси и связи древней истории и тюркоязычного мира. Считая дискуссии норманистов и антинорманистов бесплодными, в первом томе своего крупнейшего труда «Происхождение Руси» на материале археологии он связывает основание Киевского государства с рутено-фризско-норманской торговой компанией, сформировавшейся в Галлии под названием «Русь». Эта концепция вызвала полемику среди историков. По замыслу автора должно было выйти шесть томов про источники скандинавского, иранского, хазарского и древнерусского происхождения, но к своей смерти он успел подготовить только два.
В статье «Происхождение названия RŪS/RUS'» (The Origin of the Name RÜS/RUS’) Прицак вслед за историком А. Г. Кузьминым предпринял попытку дать лингвистическое и историческое объяснение фризской (кельтской) этимологии названия «Русь». Прицак считал, что название «Русь» произошло от кельто-латинского названия местности «Рутениси», которое изменилось во Франции в «Руси», а в средней Германии в «Рузи». Торговцы организаций Русь перенесли своё название на территорию Восточно-Европейской равнины, где его приняли люди всех национальностей, составлявшие эту организацию, и передали его народам, населявшим захваченные земли.
В 1982 году вместе с Норманом Голбом опубликовал анализ неизвестного хазарского документа X века и выдвинул гипотезу об основании Киева хазаро-иудеями. После выхода перевода на русский труд получил ряд критических рецензий.
Его исследовательский метод отличала историческая и филологическая эрудированность в сочетании со склонностью к смелым выводам, многие из которых не совпадали с общепринятыми взглядами.

## Награды
- 1990 — золотая медаль Постоянной алтаистической конференции[23]
- 1991 — лауреат премии имени Агатангела Крымского Национальной академии наук Украины[24]
- 1993 — Почётный знак отличия Президента Украины (19 августа 1993)
- 1993 — Государственная премия Украины в области науки и техники (31 декабря 1993)[25]
- 1998 — Орден Турецкой Республики «За заслуги»  (Турция, 14 января 1998)

## Основные труды
Автор более 700 научных работ (монографии, статьи, рецензии, учебники) по филологии, лингвистике, востоковедению, всемирной истории, истории Украины. Библиография учёного публиковалась в профессиональных журналах по случаю его юбилеев. В самом полном указателе, изданном после смерти Прицака, представлено 904 названий трудов.
- Stammen und Titulaturen der altaischen Völker. — Göttingen, 1951.
- Die Bulgarische Fürstenliste und die Sprache der Proto-Bulgaren. — Wiesbaden, 1955.
- Philologiae Turcicae Fundamenta. Vol.I. — Wiesbaden, 1959.
- Чому катедри українознавства в Гарварді? — Кембрідж, Масс. — Ню. Йорк, Н. Й., 1973.
- The Origin of Rus’. Vol.I. Old Scandinavian Sources other than the Sagas. — Cambridge, Mass., 1981.
- Studies in Medieval Euroasian History. — London, 1982.
- Khasarian Hebrew Documents of the Tenth Century (with Norman Golb). — Ithaca-London, 1982; Перевод: Норман Голб и Омельян Прицак. Хазаро-еврейские документи X в. / Науч. редакция, послесловие й комментарий В. Я. Петрухина. — Москва — Иерусалим, 1997.
- Das Alttürkische. Handbuch der Orientalistik. — Leiden, 1982.
- The Origins of the Old Rus’ Weights and Monetary Systems. Two Studies in Western Eurasian Metrology and Numismatics in the Seventh to Eleventh Centuries. — Cambridge, Mass., 1998.
- Історіографія та історіософія Михайла Грушевського. — Київ-Кембрідж, 1991.
- Шевченко — пророк. — Київ, 1993.
- Походження Русі. Стародавні скандинавські джерела (крім ісландських саґ). [авторизований переклад з англійської О. Буценка[укр.] та Ю. Олійника[укр.]] — Т. І. — K.: АТ «Обереги», 1997
- Походження Русі. Стародавні скандинавські саги і Стара Скандинавія. — Т. II. — Київ, 2003.
- Ким і коли було написане «Слово о полку Ігоревім». — Київ, 2008.

Статьи
- Al-i Burhan //Der Islam. — 1952. — Bd. XXX — № 1. -S.81-96.
- Julius von Farkas und die ural-altaische Forschung //Ural-Altaische Jahrbücher. — 1959. — Bd. XXXI. — S.20-23.
- Pritsak O., Reshetar J. The Ukraine and the Dialectic of Nation-Building // Slavic Review. –1963. — Vol.22, № 2.
- Пріцак О. Проект «Вступу до історії України» // Український історик. — 1968. — № 1/4. — С.128.
- Pritsak O. The Igor’ Tale as a Historical Document // Annals of the Ukrainian Academy of Arts and Sciences in the U.S. New York, 1972. Vol. 1–2.
- На перехресті двох тисячоліть // Сучасність. — 1984. — № 24(1/2). -С .80-90;
- Пріцак О. Історіософія Михайла Грушевського // Грушевський М. Історія України-Руси. Київ, 1991. Т. 1. С. XL–LXXIII.
- Один чи два договори Пилипа Орлика з Туреччиною на початку другого десятиліття вісімнадцятого століття? // Український археографічний щорічник. — 1992. — № 1. — С.307-320.
- Доба військових канцеляристів //Київська старовина. — 1993. — № 4. — С.62-66.
- Ще раз про союз Богдана Хмельницького з Туреччиною // Український археографічний щорічник. — 1993. -В ип.2. — С. 177—192.
- Пріцак О. Наталія Полонська-Василенко: Жмут спогадів // Полонська-Василенко Н. Українська Академія Наук. Нарис історії. Київ, 1993.
- Прицак Е. Тюркско-славянское двуязычное граффити XI столетия из Собора св. Софии в Киеве // Вопросы языкознания. 1988. № 2. С. 49–61.
- The First Constitution of Ukraine (5 April 1710) //Harvard Ukrainian Studies. — 1998. — Vol. XXII. — P.471-496.
- The Pogroms of 1881 //Harvard Ukrainian Studies. — 1987. — Vol. XI. No 1-2. — P.8-43.
- Pritsak O. The First Constitution of Ukraine (15 April 1710) // Cultures and Nations in Central and Eastern Europe. Essays in Honor of Roman Szporluk. Camb., 2000.
- The Bulgar Tatar Ossian //Folia Orientalia. — Cracow, 2000. — Vol.XXXVI. — P.259-273
- Звідки прийшов літописний Рюрик? //Вісті ВУАН. -2004. — № 3. — С .11-20
- Тюркська етимологія назви «козак» //Український історик. — Нью-Йорк, 2006. -Т. X X X X II.-4.2-4 (166—168). — С . 174—179.
- Пріцак О. Що таке історія України? // Рух. Інформцентр. — 1990. — Ч.19; Те саме // Вісник Міжнародної асоціації україністів. — Вип.1. — К., 1991; Те саме //Український історичний журнал — 2015. — № 1.